# 신동옥
신동옥(李謹華, 1977년 12월~)는 대한민국의 시인이다. 2001년에 《시와반시》로 등단했다.

## 수상 내역
- 2010년: 윤동주상 젊은작가상[1]
- 2016년: 제16회 노작문학상
- 2020년: 제6회 김현문학패 시부문